# Soleichthys tubiferus
Espèce
Synonymes
- Solea tubifera Peters, 1876
- Soleichthys tubifer (Peters, 1876)
- Soleichthys tubiferus (Peters, 1876)

Soleichthys tubiferus est une espèce de poisson pleuronectiforme de la famille des soléidés.

## Distribution
Cette espèce marine est endémique des Mascareignes dans le sud-ouest de l'océan Indien.

## Publication originale
- Peters, 1876 : Übersicht der von Hrn. Prof. Dr. K. Möbius in Mauritius und bei den Seychellen gesammelten Fische. Monatsberichte der Akademie der Wissenschaft zu Berlin, vol. 1876, p. 435-447.